# Fähre Zurzach–Kadelburg
Die Fähre Zurzach–Kadelburg ist eine saisonal betriebene Personenfähre auf dem Hochrhein, die durch ein Gierseil angetrieben wird. Die Fähre führt von Kadelburg in Deutschland zu dem Weiler Barz in der Schweiz.
Eine Fährverbindung existiert hier seit 1451. Als Fährschiff dient ein Weidling. Die Fähre verkehrt an Wochenenden in den Sommermonaten.